# 井野站 (群馬縣)
井野站（日语：／ Ino eki */?）位於日本群馬縣高崎市井野町，是東日本旅客鐵道（JR東日本）上越線鐵路車站。
上越線直通吾妻線與兩毛線的列車亦有停靠。

## 車站結構
對向式月台2面2線的地面車站。各月台以跨線天橋連接。

### 月台配置
| 月台 | 路線                             | 方向 | 目的地                                                      |
| ---- | -------------------------------- | ---- | ----------------------------------------------------------- |
| 1    | ■上越線                          | 下行 | 澀川、水上方向                                              |
| 1    | ■吾妻線                          | 下行 | 澀川、中之條方向                                            |
| 1    | ■兩毛線                          | 下行 | 前橋、伊勢崎、桐生、小山方向                                |
| 2    | ■上越線 （包括■吾妻線、■兩毛線） | 上行 | 高崎、東京、新宿、橫濱方向 （包括■湘南新宿線、■上野東京線） |

（來源：JR東日本:車站構內圖）

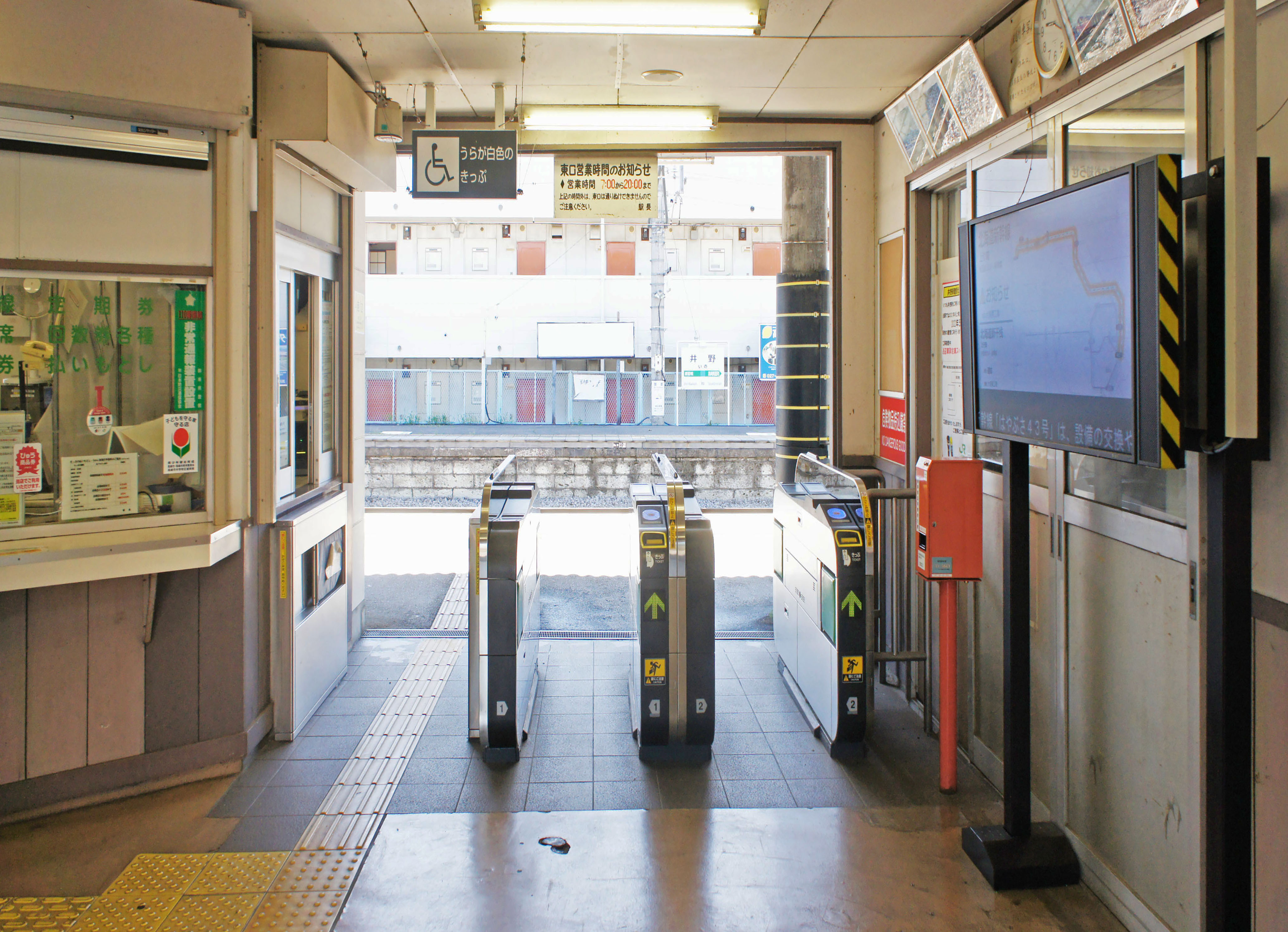
西閘口（2021年7月）
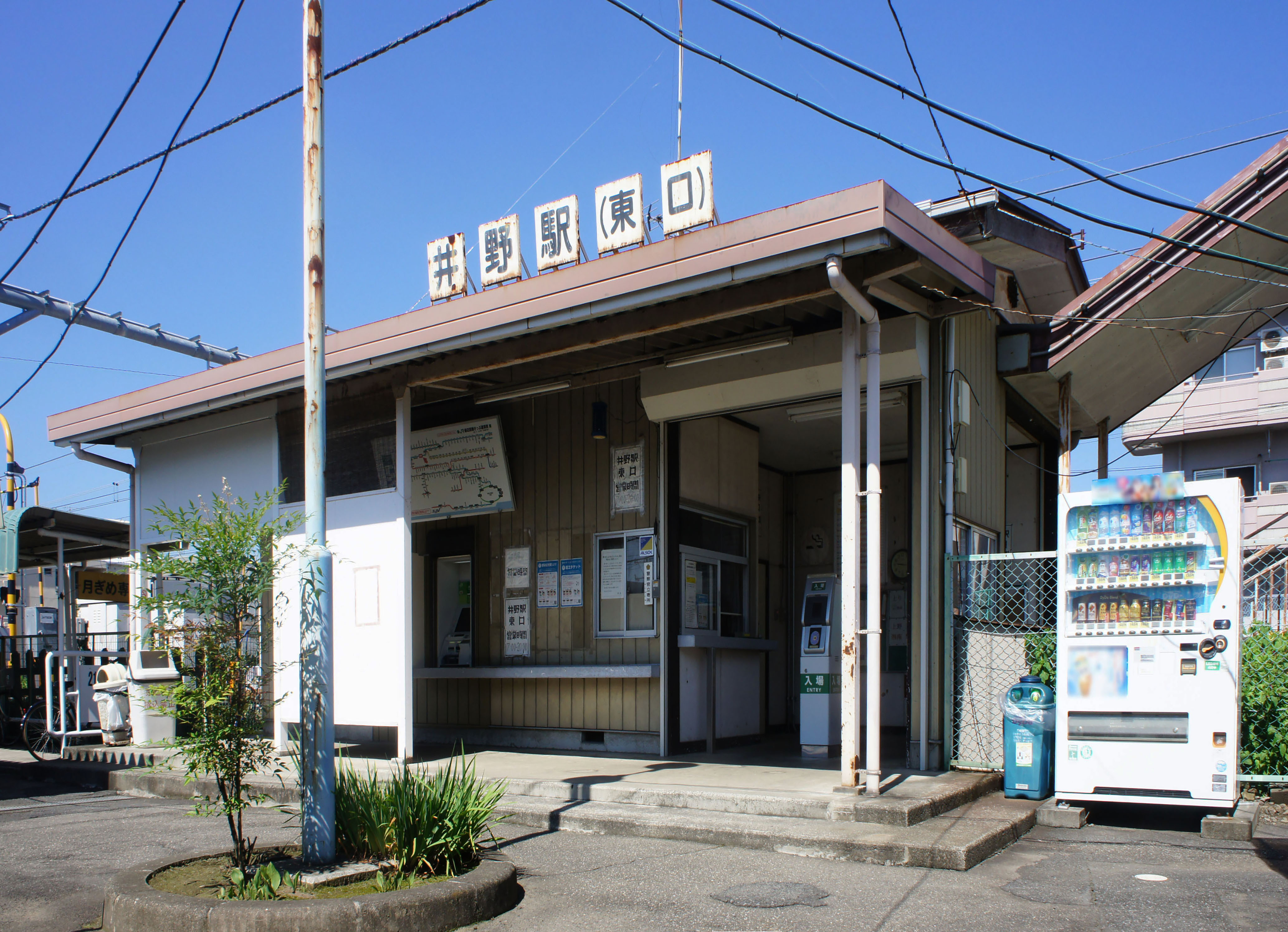
東閘口（2021年7月）
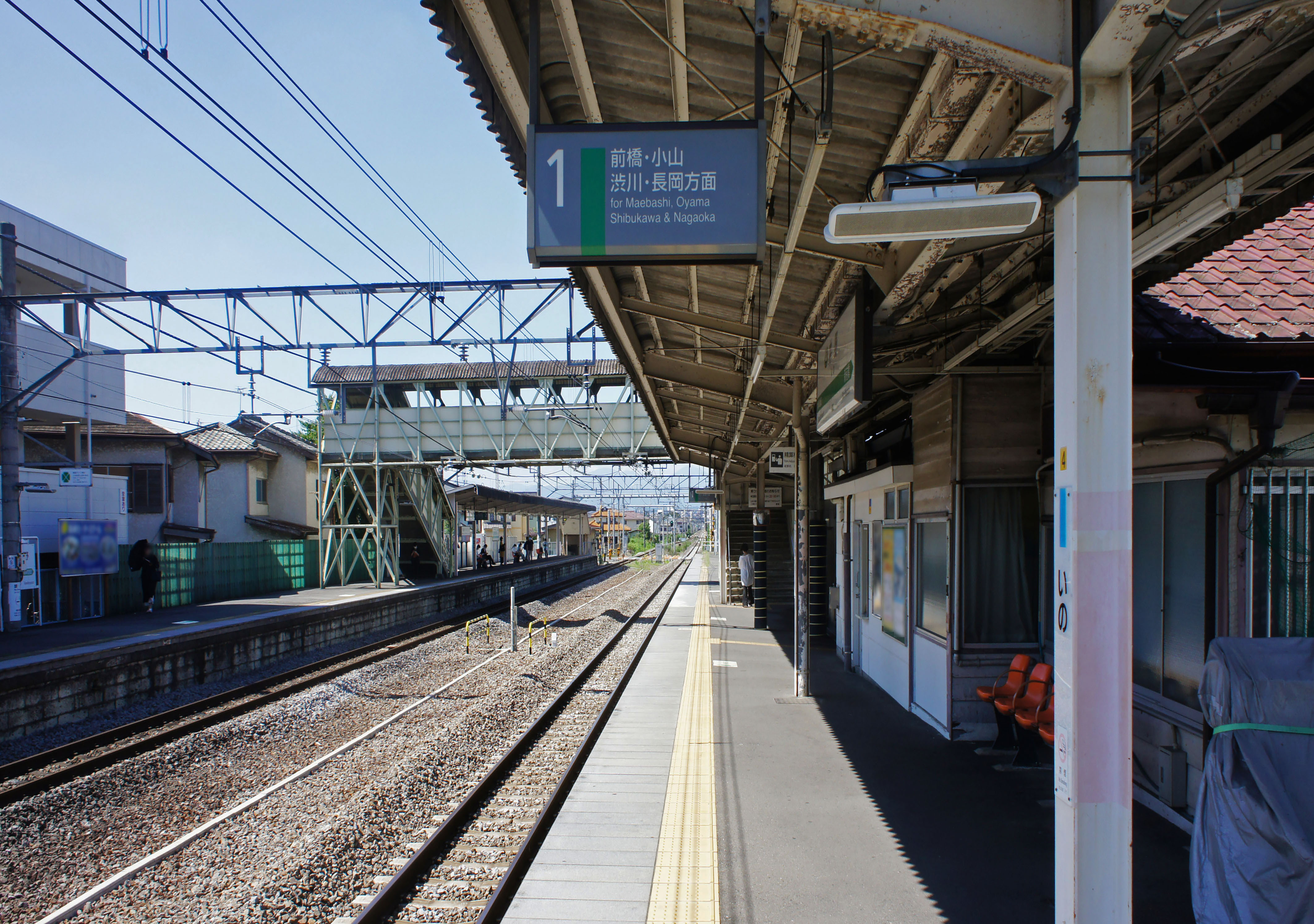
月台（2021年7月）

## 使用情況
根據JR東日本，2019年（令和元年）度1日平均上車人次為2,155人。群馬縣內的上越線車站次於高崎站、新前橋站、高崎問屋町站、澀川站排行第5位。
近年的推移如下表。另外2005年度（平成17年度）的上車人次因去年10月16日此站往高崎站方向1.2公里處開設了高崎問屋町站而減少，近年變平穩。
| 上車人次推移       | 上車人次推移     | 上車人次推移                      | 上車人次推移    |
| 年度               | 1日平均 上車人次 | 備註                              | 來源            |
| ------------------ | ---------------- | --------------------------------- | --------------- |
| 2000年（平成12年） | 3,134            |                                   | [ 利用客数 2 ]  |
| 2001年（平成13年） | 2,955            |                                   | [ 利用客数 3 ]  |
| 2002年（平成14年） | 2,888            |                                   | [ 利用客数 4 ]  |
| 2003年（平成15年） | 2,789            |                                   | [ 利用客数 5 ]  |
| 2004年（平成16年） | 2,809            |                                   | [ 利用客数 6 ]  |
| 2005年（平成17年） | 2,529            | 2004年10月16日に 高崎問屋町駅開業 | [ 利用客数 7 ]  |
| 2006年（平成18年） | 2,422            |                                   | [ 利用客数 8 ]  |
| 2007年（平成19年） | 2,265            |                                   | [ 利用客数 9 ]  |
| 2008年（平成20年） | 2,230            |                                   | [ 利用客数 10 ] |
| 2009年（平成21年） | 2,123            |                                   | [ 利用客数 11 ] |
| 2010年（平成22年） | 2,042            |                                   | [ 利用客数 12 ] |
| 2011年（平成23年） | 2,036            |                                   | [ 利用客数 13 ] |
| 2012年（平成24年） | 2,024            |                                   | [ 利用客数 14 ] |
| 2013年（平成25年） | 2,118            |                                   | [ 利用客数 15 ] |
| 2014年（平成26年） | 2,059            |                                   | [ 利用客数 16 ] |
| 2015年（平成27年） | 2,090            |                                   | [ 利用客数 17 ] |
| 2016年（平成28年） | 2,102            |                                   | [ 利用客数 18 ] |
| 2017年（平成29年） | 2,129            |                                   | [ 利用客数 19 ] |
| 2018年（平成30年） | 2,181            |                                   | [ 利用客数 20 ] |
| 2019年（令和元年） | 2,155            |                                   | [ 利用客数 21 ] |

## 車站周邊
- 高崎市役所中川服務中心
- 高崎井野郵局
- 群馬縣營住宅
- 國道17號

## 歷史
- 1944年（昭和19年）10月11日 - 開設井野信號場。
- 1948年（昭和23年）12月25日 - 開始旅客營業。
- 1957年（昭和32年）12月20日 - 信號場改為停車場。
- 1987年（昭和62年）4月1日 - 國鐵分割民營化，改為JR東日本的車站。
- 2001年（平成13年）11月18日 - IC卡Suica開始使用。
- 2003年（平成15年）7月13日 - 西口設置自動閘機。

## 相鄰車站
東日本旅客鐵道（JR東日本）
■上越線、■吾妻線、■兩毛線
高崎問屋町－井野－新前橋

### 使用情況
1. ↑  . 東日本旅客鉄道.   [2019-07-07]. （原始内容存档于2019-07-05）.
2. ↑  . 東日本旅客鉄道.   [2019-04-10]. （原始内容存档于2019-03-28）.
3. ↑  . 東日本旅客鉄道.   [2019-04-10]. （原始内容存档于2019-03-28）.
4. ↑  . 東日本旅客鉄道.   [2019-04-10]. （原始内容存档于2019-03-28）.
5. ↑  . 東日本旅客鉄道.   [2019-04-10]. （原始内容存档于2019-03-28）.
6. ↑  . 東日本旅客鉄道.   [2019-04-10]. （原始内容存档于2019-03-28）.
7. ↑  . 東日本旅客鉄道.   [2019-04-10]. （原始内容存档于2019-03-28）.
8. ↑  . 東日本旅客鉄道.   [2019-04-10]. （原始内容存档于2019-03-28）.
9. ↑  . 東日本旅客鉄道.   [2019-04-10]. （原始内容存档于2019-03-28）.
10. ↑  . 東日本旅客鉄道.   [2019-04-10]. （原始内容存档于2019-03-28）.
11. ↑  . 東日本旅客鉄道.   [2019-04-10]. （原始内容存档于2019-03-28）.
12. ↑  . 東日本旅客鉄道.   [2019-04-10]. （原始内容存档于2019-03-28）.
13. ↑  . 東日本旅客鉄道.   [2019-04-10]. （原始内容存档于2019-03-28）.
14. ↑  . 東日本旅客鉄道.   [2019-04-10]. （原始内容存档于2018-10-26）.
15. ↑  . 東日本旅客鉄道.   [2019-04-10]. （原始内容存档于2016-04-04）.
16. ↑  . 東日本旅客鉄道.   [2019-04-10]. （原始内容存档于2019-03-27）.
17. ↑  . 東日本旅客鉄道.   [2019-04-10]. （原始内容存档于2019-03-22）.
18. ↑  . 東日本旅客鉄道.   [2019-04-10]. （原始内容存档于2019-03-22）.
19. ↑  . 東日本旅客鉄道.   [2019-04-10]. （原始内容存档于2019-03-22）.
20. ↑  . 東日本旅客鉄道.   [2019-07-07]. （原始内容存档于2019-07-05）.
21. ↑  . 東日本旅客鉄道.   [2020-07-12]. （原始内容存档于2020-07-10）.

## 外部連結
- 車站資訊（井野）：東日本旅客鐵道